# Leslie Wilson
Leslie Wilson (Johnstone, 7 januari 1955) is een Schotse folkmuzikant en een van de leden van de Schotse folkband The Tannahill Weavers. Hij speelt nu voor de tweede keer bij de band, de eerste keer was in vroege jaren tachtig van de vorige eeuw. Hij is gitarist, speelt bouzouki en keyboards, is een van de zangers, en schrijft vocale arrangementen voor de band. Hij heeft elektronica gestudeerd en spreekt vloeiend Duits.